# Bjarke Niemann
Bjarke Niemann (Født i 1982) er sanger i Spleen United og Lightwave Empire. 
Bjarke Parbo Niemann har siden 2003 været frontmand, sangskriver og sanger i bandet Spleen United. Bandet pladedebuterede i 2005 med ”Godspeed Into The Mainstream,” fulgt op af ”Neanderthal” i 2008 og senest ”School Of Euphoria” fra 2012. Med ”School Of Euphoria” vandt Spleen United både en Danish Music Award for ”Årets Danske Rockudgivelse” og en Gaffa pris for ”Årets Elektroniske Udgivelse.”  
Sideløbende med virket i Spleen United har Bjarke Niemann blandt andet udsendt albummet ”Ghost + Colour TV” under navnet Pantherman i 2011 og i 2014 udkom det selvbetitlede debutalbum med Death Has No Dominion på det amerikanske pladeselskab SQE. Death Has No Dominion består udover Niemann af designeren Rasmus Bak fra tøjfirmaet Libertine-Libertine.
I 2013 udsendte Bjarke Niemann filmscoret ”N.V.” der var komponeret til Michael Noers biografsucces ”Nordvest.” 
Derudover udsendte Bjarke Niemann i eget navn sangen ”Champions Of The Wild” der samplede den russiske komponist Modest Mussorgskij i 2009. På Peter Sommers 2013-album ”Alt Forladt” er Niemann krediteret som komponist af sangen ”Mod Nye Højder” ligesom han synger kor og spiller klaver på sangen. Desuden har Niemann remixet sangen ”Detroit” af bandet Green Concorde ligesom han har lavet de musikalske
vignetter til programmer som ”Smagsdommerne,” ”Filmselskabet,” ”Danskernes Akademi,” vejrudsigten i TV Avisen, ”Vogternes Råd” og ”Sprogminuttet” på P1. 
I sommeren 2015 udkom traileren til spillet Hitman 6, med ny musik komponeret af Bjarke Niemann. 